# Dicolonus argentatus
Dicolonus argentatus är en tvåvingeart som beskrevs av Matsumura 1916. Dicolonus argentatus ingår i släktet Dicolonus och familjen rovflugor. Inga underarter finns listade i Catalogue of Life.